# Карбахаль, Тони
Хосе Антонио Карбахаль Флорес (исп. José Antonio Carbajal Flores, более известный как Тони Карбахаль исп. Tony Carbajal, 20 августа 1921, Мехико, Мексика — 4 октября 1995, там же) — мексиканский актёр театра и кино, диктор, композитор, мастер дубляжа, общественный деятель, кинорежиссёр
 и сценарист, актёр «Золотого века мексиканского кинематографа».

## Биография
Родился 20 августа 1921 года в Мехико в семье врача Хосе Мануэля Карбахаля Чаварри и актрисы Кармен Флорес Алаторре. Также у него были братья и сёстры: Анита, Карлос, Мария Луиса и Росита. Его родители были любителями искусства, и именно поэтому будущий актёр знал и изучил историю культуры в очень раннем возрасте. В юности он был танцором, тореадором, чемпионом по конному спорту и футболистом. Затем он поступил в семинарию, чтобы получить сан священника, но бросил её. Он изучал звукорежиссуру, но в конце концов решил стать актером. Помимо того, что он был актером, он был режиссером, автором текстов и композитором. Помимо испанского, он свободно говорил на трех языках: английском, латинском и французском. Как профессионал он начал работать на радио XEW в 1938 году в качестве диктора. Его хорошие результаты в качестве диктора были настолько идеальными, что в 1949 году легендарный актер Хорхе Негрете, который в то время был генеральным секретарем ANDA, назначил его радиоделегатом. Будущий актёр был основателем Независимого телевидения Мексики (TIM)  открыв тем самым девять телевизионных станций в Мексике.
В мексиканском кинематографе дебютировал в 1952 году и с тех пор снялся в 48 работах в кино и телесериалах. Зная английский язык, актёр также сделал карьеру в Голливуде. После возвращению в Мексику, актёр продолжил работу в фильмах, а также в телесериалах. Был номинирован три раза на премию TVyNovelas, из которых победу принесла одна премия 1992 года. Актёр также занимался общественной деятельностью — с 1975 по 1995 год он занимал пост президента Комиссии по справедливости и чести ANDA, присматривая за пожилыми актерами.

### Последние годы жизни
В 1993 году актёру поставили диагнозы Болезнь Альцгеймера и эмфизема лёгких и ему настоятельно запретили врачи сниматься дальше.
Скончался 4 октября 1995 года в Мехико от эмфиземы лёгких. Похоронен на кладбище Пантеон.

## Личная жизнь
Тони Карбахаль женился на Лусилье Эндерсон. В этом браке родились двое детей — Антонио и Мария Марта. Впоследствии Мария Марта вышла замуж за мексиканского актёра Леонардо Даниэля и родила двоих внуков: Леонардо-младшего и Химену. У Антонио родился сын Антонио-младший.

## Фильмография

### Телесериалы
| Год | Название телесериала | Роль |
| --- | -------------------- | ---- |
|     |                      |      |

### Фильмы
| Год | Название фильма | Роль |
| --- | --------------- | ---- |
|     |                 |      |

## Театральные работы
| Год | Название спектакля | Роль |
| --- | ------------------ | ---- |
|     |                    |      |